# Derek Stepan
Derek Stepan (Hastings, 18 giugno 1990) è un hockeista su ghiaccio statunitense professionista, di ruolo centro. Dalla stagione 2010-2011 gioca per i New York Rangers, con cui ha vinto un titolo di Division.

## Carriera
Proveniente da una famiglia di giocatori di hockey (suo padre Brad fu scelto al Draft proprio dai Rangers nel 1985, mentre suo cugino Zachary è stato selezionato dai Nashville Predators nel 2012), si mise in mostra con gli Shattuck-Saint Mary's prima e con la squadra dell'Università del Wisconsin poi. All'inizio della stagione 2010-2011 fu inserito in prima squadra dai New York Rangers, da cui era stato selezionato nel 2008 come 51ªscelta totale al draft. Al suo debutto in NHL, il 9 ottobre 2010, realizzò una tripletta contro i Buffalo Sabres, battuti per 6-3, diventando il primo rookie capace di fare ciò giocando per i Rangers ed il quarto esordiente in assoluto. La stagione terminò con 45 punti in 82 gare. Nella successiva, migliorò tale risultato portandosi a 51 punti in 82 partite, inoltre la sua squadra vinse l'Atlantic Division, pur venendo poi eliminata in finale di Conference.
Nel corso del lock out della stagione 2012-2013 giocò con i finlandesi del KalPa, per poi tornare a New York in gennaio. Ha realizzato 18 gol e 26 assist in 48 gare ed i Rangers sono stati eliminati, nei playoff, in semifinale di Conference.
Il 2 novembre 2013 ha realizzato la sua seconda tripletta in NHL nella gara vinta per 5-1 contro i Carolina Hurricanes.

### Nazionale
È stato il capitano della Nazionale statunitense Under-20 che partecipò ai Mondiali di categoria nel 2010. Realizzò 4 gol e 10 assist in 7 gare, conducendo la squadra alla vittoria finale contro il Canada.
Stepan fu convocato per il mondiale 2011 dalla nazionale maggiore statunitense, realizzando 2 gol e 6 assist in 7 partite, ma ottenendo soltanto un ottavo posto.

## Palmarès
- Campionato mondiale U20: 1

Canada 2010